# 事後強盗罪
事後強盗罪（じごごうとうざい）は、刑法238条によって規定される犯罪である。窃盗犯が、財物の取り返しを防ぐため、逮捕されることを免れるため、または、罪証隠滅のために、暴行・脅迫をすることを内容とする。強盗として処断される。
ドイツ刑法に、類似する犯罪類型として強盗的窃盗罪 ( Räuberischer Diebstahl ) が規定されている。

## 事後強盗罪の意義・性格
事後強盗罪がいかなる目的で規定されたかについては争いがある。本罪の意義、性格に関する学説の対立状況、および各節からの帰結は概ね以下のとおりである。
- 窃盗犯が逃亡する際に、被害物件を取り返そうとする者や自己を逮捕しようとする者に暴行・脅迫を加えることが多いため、人身保護の観点から強盗と同じと扱うのだとする説
  - 本罪は不真正身分犯である。
  - 本罪の「窃盗」には未遂犯も含まれる。
  - 本罪の実行行為は、所定目的での暴行・脅迫である。
- 事後強盗は実質的に暴行・脅迫を用いて財物を取得したと評価しえることから、強盗として扱うのだとする。
  - 本罪は真正身分犯であるとする説
    - 本罪の「窃盗」には未遂は含まれない。
    - 窃盗既遂犯が暴行・脅迫を加えたが奪還されてしまった場合には未遂となる。

  - 本罪は身分犯ではないとする説

下級審ではあるが、本罪は真正身分犯であるとした判決が出ている（大阪高判昭和62年7月17日判時1253号141頁）。
「窃盗」は窃盗犯の共犯を含まないと考えられている。これに対しドイツの強盗的窃盗罪では解釈上含められ、強盗的窃盗罪の正犯となりうる。

## 主な解釈論

### 目的
判例・通説によれば本罪は目的犯であり、被害者が財物を取り返そうとし、又は加害者を逮捕しようとする行為の存否にかかわらず成立する（最判昭和22年11月29日刑集1巻1号40頁）。また、犯人が逮捕を免れなくても本罪は成立する（大判大正7年6月9日刑集11巻778頁）。

### 暴行・脅迫
- 内容
  - 本罪の暴行・脅迫は強盗罪と同じく、反抗を抑圧すべき程度のもので足りる（最狭義の暴行・脅迫、大判昭和年19年2月8日刑集23巻1頁）。
- 対象
  - 暴行・脅迫の対象は、必ずしも窃盗の被害者に限られない。犯行を目撃して追跡してきた者に対する暴行でも本罪は成立する（大判昭和8年6月5日刑集12巻648頁）。
- 関連性
  - 判例・通説によれば、窃盗と暴行・脅迫の間に関連性がなければ本罪は成立しない。距離的・時間的に関連性があるかどうかは、個々の事例ごとに判断されている。
  - ドイツの強盗的窃盗罪では解釈上場所的・時間的近接性 ( ein enger örtlicher und zeitlicher Zusammenhang ) を要件とする。

### 既遂時期
判例によれば、本罪の未遂・既遂は窃盗が未遂か既遂かによって決せられる（最判昭和24年7月9日刑集3巻8号1188頁）。すなわち、判例は本罪の「窃盗」には未遂犯も含まれるという見解に準拠している。
なお、ドイツの強盗的窃盗罪は、まず窃盗が既遂でなければ問題とされない。

## 事後強盗罪と承継的共同正犯
窃盗犯が事後強盗罪を構成する暴行・脅迫行為をおこなった際に、事情を知りつつ加担した窃盗犯以外の者をいかに処断するか争いがある。